# Aggreko
Aggreko é a maior empresa de aluguel de geradores do mundo, atualmente ela possui cerca de 13 mil geradores alugados e mais de 4500 funcionários em 100 países, a companhia foi fundada em 1962 e é sediada em Glasgow, Escócia no Reino Unido.